# Subdominanta

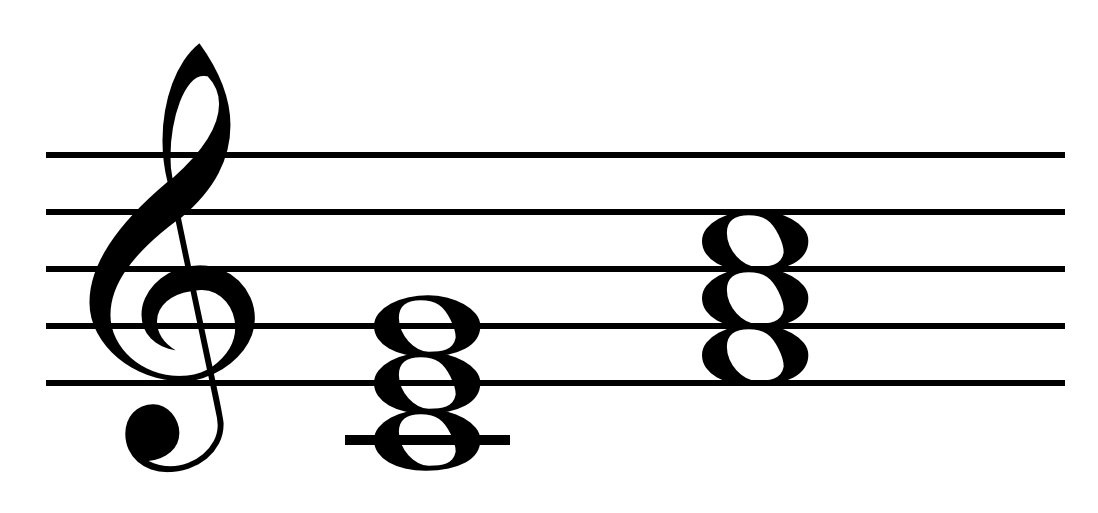
Tonika i subdominanta (f-a-c) w C-dur

Subdominanta (łac. sub = pod; dominans = panujący; skr. S) – czwarty stopień gamy durowej lub molowej znajdujący się w odległości kwarty czystej  w górę lub kwinty czystej w dół od toniki (dlatego zwana jest też dominantą dolną). Jeden z trzech głównych stopni gamy obok toniki i dominanty.
Subdominanta to również akord zbudowany na IV stopniu (zwany akordem subdominantowym), a właściwie funkcja harmoniczna, którą pełni ten akord (funkcja subdominanty).
Subdominanta może być również zbudowana na drugim, szóstym i siódmym stopniu gamy.
Początkowo subdominanty używano wyłącznie w połączeniu z toniką, chociaż już w końcu XV wieku łączono ją z dominantą.